# Suðurland
Suðurland ("Zuidland") is een van de acht regio's van IJsland. Het heeft 28.399 inwoners (in 2020) en een oppervlakte van 24.690 km². De hoofdstad van de regio is de stad Selfoss in de gemeente Árborg. Het is de grootste regio van het land, ongeveer zo groot als 4/5 van België.

## Bestuurlijke indeling
De regio is verdeeld in 15 gemeentes.
| Gem. Nr. | Gemeente                      | Aantal inwoners (2006) | Oppervlakte [km²] | Bevolkingsdichtheid [Inw./km²] | Grootste plaatsen               |
| -------- | ----------------------------- | ---------------------- | ----------------- | ------------------------------ | ------------------------------- |
| 8000     | Vestmannaeyjabær              | 4.075                  | 17                | 239,7                          | Heimaey                         |
| 8200     | Sveitarfélagið Árborg         | 7.280                  | 158               | 46,1                           | Selfoss, Eyrarbakki, Stokkseyri |
| 8401     | Hornafjörður                  | 2.487                  | 6.280             | 0,3                            | Höfn                            |
| 8508     | Mýrdalshreppur                | 496                    | 755               | 0,7                            | Vík í Mýrdal                    |
| 8509     | Skaftárhreppur                | 485                    | 6.946             | 0,1                            | Kirkjubæjarklaustur             |
| 8610     | Ásahreppur                    | 158                    | 2.942             | 0,1                            |                                 |
| 8613     | Rangárþing eystra             | 1.694                  | 1.841             | 0,9                            | Hvolsvöllur, Skógar             |
| 8614     | Rangárþing ytra               | 1.526                  | 3.188             | 0,5                            | Hella                           |
| 8710     | Hrunamannahreppur             | 786                    | 1.205             | 0,7                            |                                 |
| 8716     | Hveragerðisbær                | 2.189                  | 8                 | 273,6                          | Hveragerði                      |
| 8717     | Sveitarfélagið Ölfus          | 1.854                  | 738               | 2,5                            | Þorlákshöfn                     |
| 8719     | Grímsnes- og Grafningshreppur | 375                    | 900               | 0,4                            |                                 |
| 8720     | Skeiða- og Gnúpverjahreppur   | 527                    | 2.402             | 0,2                            |                                 |
| 8721     | Bláskógabyggð                 | 921                    | 3.300             | 0,3                            | Laugarvatn, Skálholt            |
| 8722     | Flóahreppur                   | 551                    | 290               | 1,9                            |                                 |

Austurland · Höfuðborgarsvæðið · Norðurland eystra · Norðurland vestra · Suðurland · Suðurnes · Vestfirðir · Vesturland